# Гном-Рон
Гном-Рон (фр. Gnome et Rhône, полное название фр. Société des Moteurs Gnome et Rhône) — французский производитель авиационных двигателей и мотоциклов. Создана в 1915 году в результате слияния компании Гном (фр. Gnome), основанной в 1905 году, с компанией Рон (фр. Le Rhône) (основана в 1897 году), после Второй мировой войны была национализирована и в мае 1945 года преобразована в компанию SNECMA (фр. Société Nationale d'Étude et de Construction de Moteurs d'Aviation).

## Предыстория
В 1895 году инженер Луи Сеген (фр. Louis Seguin) в пригороде Парижа Женвилье основал машиностроительный завод. Вскоре после этого он купил лицензию на производство двигателя Гном (нем. Gnom), разработанного немецким «Моторным заводом в Оберурзеле» (нем. Motorenfabrik Oberursel). Одноцилиндровый двигатель был стационарным, мог работать на соляровом масле, газе или нефти и предназначался для привода станков и другого оборудования в промышленности и сельском хозяйстве. В 1905 году Луи Сеген с братьями и кузеном организовал компанию, которую, недолго размышляя, назвали «Общество Моторов Гном» (фр. Société anonyme des Moteurs Gnome).

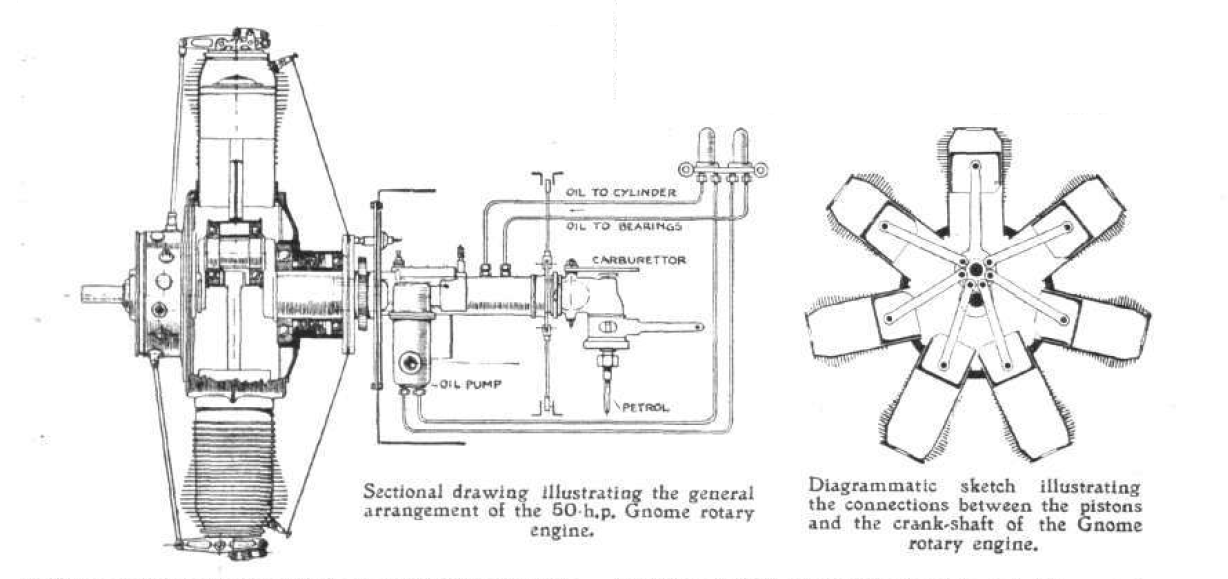
Разрез ротативного двигателя Гном 7 Омега

В 1907—1908 годах брат Луи, Лоран Сеген (фр. Laurent Seguin), на базе цилиндров Гнома, разработал для использования в авиации ротативный двигатель «Омега», имевший 7 цилиндров и развивавший 50 л. с. при собственном весе 75 кг. Он был показан на Авиационной выставке 1908 года в Париже и затем стал первым в мире серийным мотором этого типа. Первым успехом этого двигателя стала Большая неделя авиации в Шампани в 1909 году, где Анри Фарман установил на своём Фарман III с Гном Омега мировой рекорд дальности полёта в 180 км. Ротативные двигатели, благодаря высокой удельной мощности и малому весу, а также простоте обеспечения охлаждения, произвели тогда самую настоящую революцию в авиации и стали использоваться большинством производителей самолётов во всех странах.
В начале 1909 года Луи Верде (фр. Louis Verdet), работавший в созданной в 1905 году концерном «Пежо» конструкторской компании «Россель-Пежо» (фр. Société des Constructions Aériennes Rossel-Peugeot) начал разрабатывать свой ротативный двигатель, который был в конце 1910 года показан на 3-м салоне аэронавигации в Большом дворце Парижа. После успеха на выставке Верде создал «Общество авиационных моторов Верде» (фр. Société des Moteurs d'Aviation Verdet), а двигатель назвал Рона (по-французски произносится Рон (фр. Rhône)) в честь реки, на берегу которой родился — затем имя реки получила и компания. Первый мотор, также имея 7 цилиндров и развивая 50 л. с., назывался Рон тип 7А (фр. Le Rhône Type 7A).
После нескольких лет конкуренции, в которой у компании Гном были более широкие производственные возможности, а у моторов компании Рон более высокая надёжность, 17 июня 1914 года объединились их конструкторские бюро, а 12 января 1915 года компания Гном поглотила компанию Рон и было создано «Общество Моторов Гном и Рон» (фр. Société des Moteurs Gnome et Rhône) или компания Гном-Рон.

## Первая мировая война
Ротативные двигатели Гном-Рон ещё до войны получили международное признание. Лицензии на их производство были проданы Британии, США, Италии, Японии и России. В России ещё фирма Гном построила в 1912 году завод по сборке авиадвигателей в Москве, который в 1915 году был переименован в завод Гном-Рон — сегодня на этом месте находится НПЦ газотурбостроения «Салют». Лицензии перед войной также были проданы давно знакомому немецкому Моторному заводу в Оберурзеле. В результате моторы Гном-Рон различного производства можно было встретить на истребителях всех воюющих сторон. Немецкий завод обозначал двигатели Гном буквой U, а двигатели Рон буквами UR. Так, Oberursel U.0 (80 л. с.) был лицензионной копией Гном Lambda, а Oberursel UR.II (110 л. с.) был уже нелицензионной копией Rhône 9J, так как лицензия была продана на Rhône 9C. Также был скопирован, и также без лицензии, самый мощный (160 л. с.) двухрядный Гном 14 Lambda-Lambda под названием Oberursel U.III.

Истребители I Мировой войны с двигателями Гном-Рон различного производства
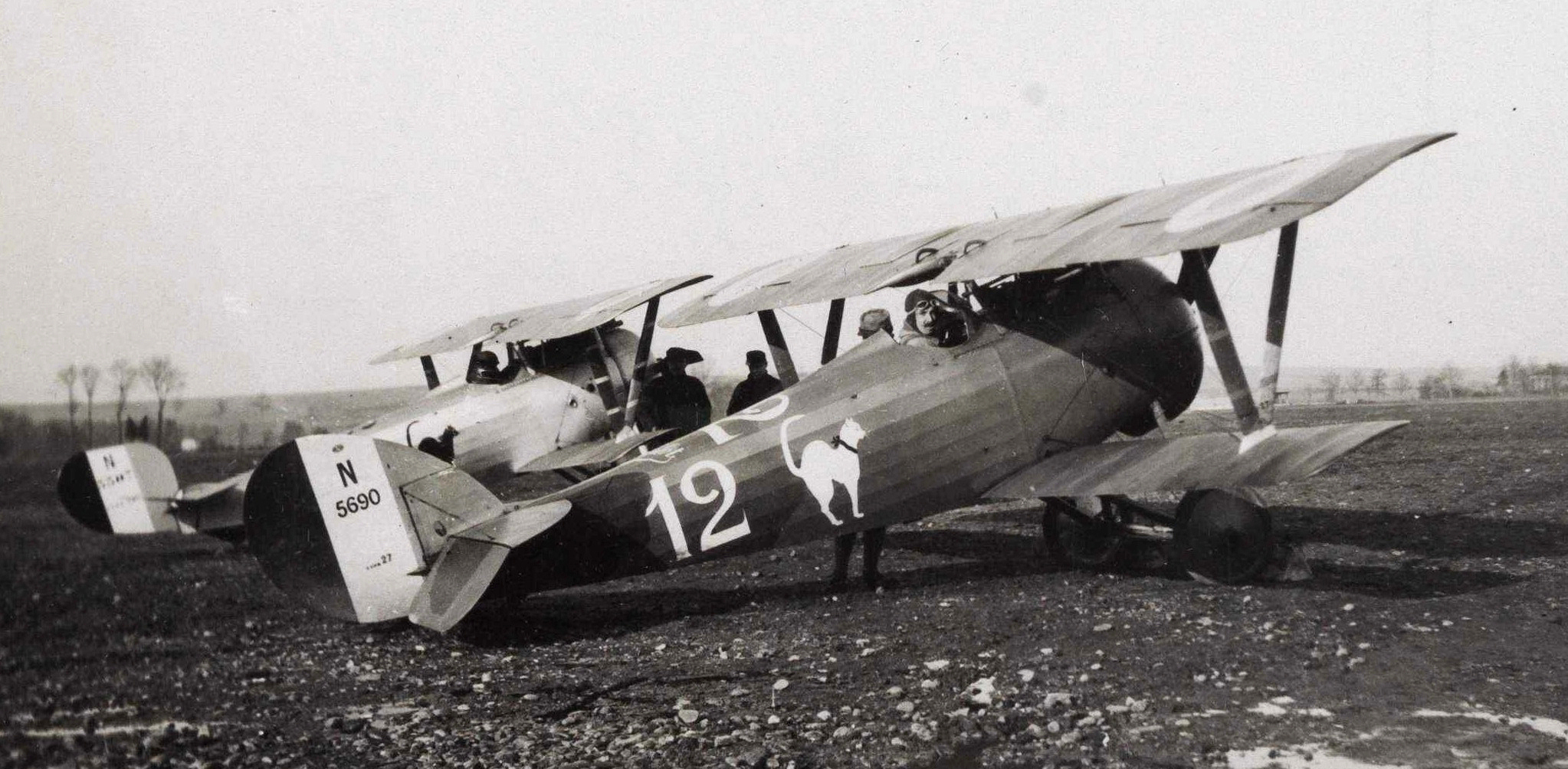
Nieuport 27, Франция (Rhône 9Jb)
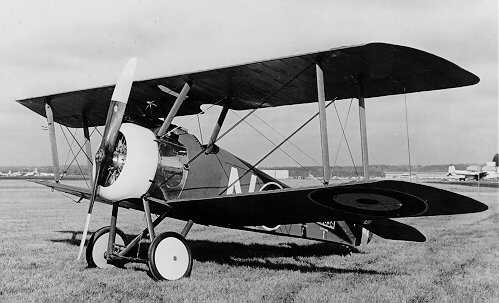
Sopwith F.1 Camel, Британия (Gnome Monosoupape 9N)
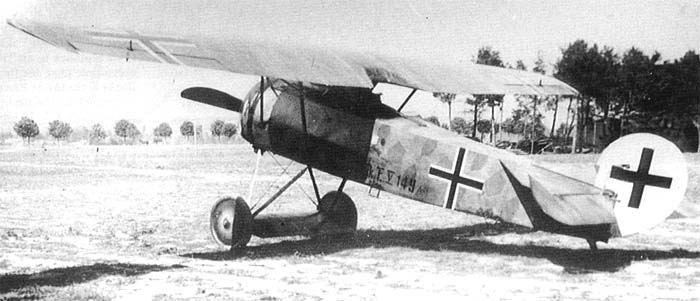
Fokker D.VIII, Германия (Oberursel UR.II)
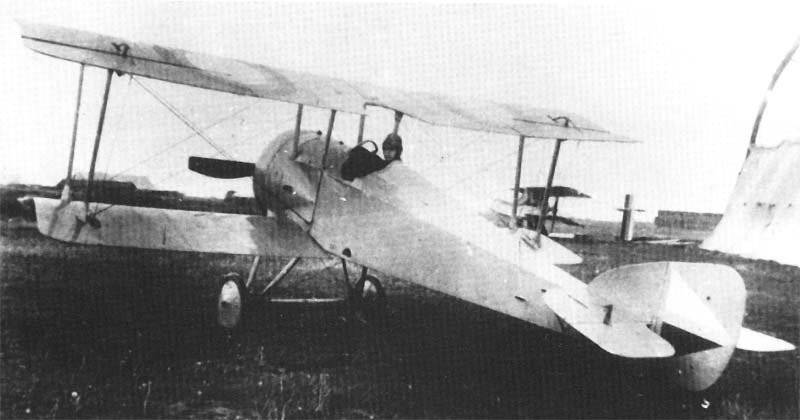
РБВЗ Сикорский С-20, Россия (Rhône 9Jb)

Всего за годы войны компания Гном-Рон выпустила 25 000 двигателей, 75 000 её двигателей было выпущено другими производителями по лицензии и без неё. К концу войны, в связи с постоянным развитием рядных и звездообразных моторов, недостатки ротативных двигателей, на которые поначалу не обращали внимания, стали очевидными:
- Очень высокий расход топлива, обусловленный обычно постоянной работой двигателя на максимальном режиме и невозможностью добиться оптимальных фаз газораспределения. Исключительно высокий расход масла, которое из-за вращающегося картера выдавливалось в цилиндры, отчасти сгорало, а в большинстве своём выбрасывалось на выпуске. При стандартном переднем расположении двигателя продукты этого грязного выхлопа вдыхал лётчик, а так как оптимальное для таких двигателей касторовое масло — прекрасное слабительное, после полёта проявлялись и физиологические последствия.
- Невозможность существенного повышения мощности двигателя увеличением частоты вращения, как это обычно тогда происходило в рядных и звездообразных двигателях. Рост аэродинамического сопротивления вращающихся цилиндров фактически съедал возникавший прирост мощности — так, при увеличении оборотов вала с 1200 до 1400 об/мин, сопротивление вращению увеличивалось на 36 %.
- Сильный гироскопический момент из-за вращения большей части массы двигателя — при мощности 160 л. с. поворот влево осуществлялся с трудом, сопровождаясь кабрированием, способным вызвать сваливание; поворот вправо был резким и самолёт начинал входить в пикирование.[3]

Относительно удачную попытку уменьшить два последних недостатка ротативного двигателя сделала немецкая компания Сименс и Гальске, разработав двигатель Сименс и Гальске Sh.III с вращением блока картера/цилиндров с воздушным винтом с частотой 900 об/мин и вращением с той же частотой, но в обратную сторону, коленчатого вала, в обычном ротативном двигателе жёстко закреплённого. Истребитель Сименс-Шуккерт D.IV строился серийно и неплохо себя зарекомендовал. Но из-за сложности этого двигателя и, оттого его низкой надёжности, дальнейшего развития он не получил. Ведь первый недостаток ротативного двигателя устранить было невозможно, и с приближением к окончанию Первой мировой войны началось прекращение использования двигателей Гном-Рон. Появление в 1916 году рядного V-образного мотора Испано-Сюиза V8 с жидкостным охлаждением революционной конструкции Марка Биркигта, практически не уступавшего ротативным двигателям в весовом совершенстве, лишённого их недостатков и превосходившего их по мощности, стало началом нараставших проблем компании, вероятно, вследствие них, а также испанки, преждевременно, в 48 лет, 7 января 1918 года ушёл из жизни основатель Гном-Рон Луи Сеген. 8 ноября 1918 года в возрасте 49 лет от испанского гриппа умер создатель двигателей «Рон» Луи Верде.

## Второе рождение компании
С окончанием боевых действий 11 ноября 1918 года компании пришлось пережить крах авиационных программ, в 1919 году загрузка производства составляла лишь 1/5 часть от той, которая была в 1917—1918 годах. Тысячи двигателей хранились на складах во Франции и за границей, потребности были только у лётных школ, но и они покрывались запасами на 30 месяцев, гражданских потребностей в продукции компании не было. Компания приступила к полной конверсии: автомобили Rolland Pillain и Picard-Pictet, автомобильные двигатели Mathis, дизельные двигатели Ansaldo, мотоциклы, тракторы Auror, швейные машины, прядильные машины, судовое оборудование. Отсутствие квалификации и опыта в этих производствах привело к тому, что в 1921 году в судах рассматривалось более 50 исков от клиентов о невыполнении компанией своих обязательств. За 1921 год общие убытки оказались равны обороту: 29 миллионов франков. Был закрыт бывший завод «Рон» на бульваре Келлерман в Париже и все подразделения компании были переведены в Женвилье.
Тем не менее, в это время, среди множества неудачных, компанией были сделаны две инвестиции, определившие дальнейшую историю Гном-Рон. Обе были сделаны в Британии. В 1920 году была куплена лицензия на производство мотоциклов компании ABC Motors, связанной с авиастроительной компанией Сопвич, которая также выпускала эти мотоциклы. Они, на несколько лет раньше БМВ, имели двухцилиндровый четырёхтактный оппозитный двигатель. В 1921 году была куплена лицензия на выпуск 9-цилиндрового звездообразного двигателя Юпитер III, который разработал Рой Федден (англ. Roy Fedden) из компании Cosmos, купленной в 1920 году компанией Bristol Airplane Company. Условия лицензии позволяли компании продавать двигатель и права на его производство во всем мире, за исключением Британской империи. Это значило, что в Британии двигатель будет называться Бристоль Юпитер, а продаваемый Гном-Рон во всём остальном мире — Гном-Рон Юпитер. В Гном-Рон при этом были прикомандированы два британских инженера: Норман Роботэм (англ. Norman Robotham) и Роджер Ниннес (англ. Roger Ninnes).
В 1922 году банк «Боувер и Маршаль», один из кредиторов, взял находившуюся в состоянии перед банкротством компанию под свой контроль. От руководства были отстранены Лоран Сеген и сын Луи Сегена, Амеде. Управляющим директором Гном-Рон был назначен 28-летний Поль-Луи Вейлер (фр. Paul-Louis Weiller), выпускник Центральной школы искусств и мануфактур, один из лучших авиаторов Франции, во время войны командир группы из 4-х разведывательных эскадрилий, получивший пять ранений, Военный крест и звание офицера Почетного легиона. Отказавшись от тракторов, швейных машин и прочей «непозволительной роскоши», он сосредоточил все усилия компании исключительно на двух направлениях:
- авиационные двигатели
- мотоциклы

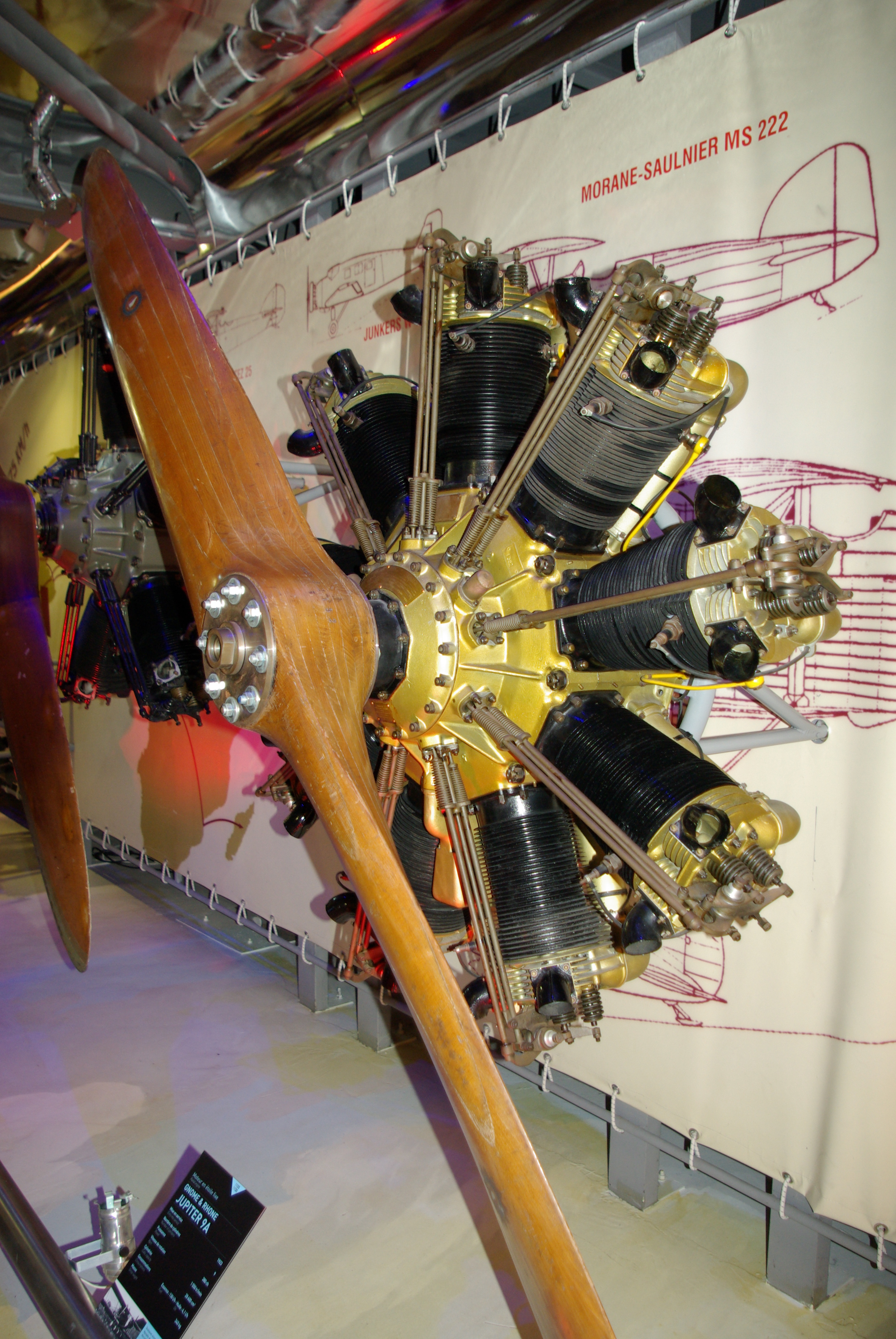
Гном-Рон Юпитер 9A

Первые двигатели Юпитер, построенные по английским чертежам во Франции, разрушались через несколько часов работы из-за вибрации. Проблема была решена доработкой коленвала с его облегчением, и в июле 1924 года французский двигатель успешно прошёл сертификацию. В дальнейшем, совершенствуя Юпитер вместе с британцами, инженеры Гном-Рон с каждой модификацией увеличивали его мощность: 380 л. с. в 1924 году (Юпитер 9Aa), 420 л. с. в 1925 году (Юпитер 9Ab), 450 л. с. в 1926 году (Юпитер 9Ag) и 480 л. с. (Юпитер 9Ak) в 1928 году. Вес двигателя при этом был уменьшен с 350 до 300 кг. Первым крупным производителем самолётов, заказавшим новые двигатели Гном-Рон, опять, как и в начале истории компании, стал Анри Фарман — начиная с 1924 года, им было построено 80 Фарман F60 с моторами Юпитер 9Aa. Его примеру последовали и другие производители во Франции и за границей. С 1924 по 1928 год было выпущено 5000 Юпитеров 9A, что позволило компании уже в 1926 году погасить прошлые долги и даже выплатить дивиденды. Не менее успешной была и продажа лицензий на производство двигателей, их купили СССР (Завод № 29), Япония (Nakajima), Германия (Siemens & Halske), Швейцария (Adolph Saurer), Чехословакия (Walter), Югославия (IAMR), Португалия (OGMA), Венгрия (Manfred Weiss), Румыния (IAR), Польша (PZL), Италия (Alfa Romeo и Piaggio), США (E.W. Bliss Company), Швеция (освоить производство не смогли), Бельгия (SABCA), Британия (Alvis) — Гном-Рон Юпитер можно было купить даже на его родине в Британии, в лицензионном исполнении компании Alvis. В 1930 году, уже после начала Великой депрессии, лицензии на производство Юпитера принесли компании 9,7 миллиона франков.
В 1923 году Гном-Рон купила у Bristol Airplane лицензию на двигатель меньшего размера, 5-цилиндровый звездообразный «Титан» мощностью 230 л. с., унифицированный с «Юпитером» по цилиндро-поршневой группе и аксессуарам, который также разработал Рой Федден. В 1930 году было произведено и продано более 6000 двигателей Юпитер и Титан. С 1924 по 1940 год лицензии на производство двигателей Юпитер и Титан были проданы в 11 стран Европы.
Следующим шагом в повышении мощности двигателей Гном-Рон стало использование наддува. Вначале использовали шестерёнчатые нагнетатели Рутса и Фармана, затем компания разработала и в 1927 году стала производить свои центробежные. С этим было связано появление нового поколения двигателей, получившего имя K (в честь разработавшего их конструкторского бюро восстановленного завода на бульваре Келлермана). Головки цилиндров были полностью перепроектированы, все моторы были рассчитаны на использование нагнетателей, от которых на некоторых модификациях можно было отказаться. Линейка двигателей, появившаяся в 1927 году, включала следующие типы: 5K Титан — 5 цилиндров, 260 л. с.; 7K Титан Мажор — 7 цилиндров, 370 л. с.; 9K Мистраль — 9 цилиндров, 550 л. с.,. В 1929 году появился двухрядный двигатель 14K Мистраль Мажор — 14 цилиндров, 625 л. с. Инженеры Гном-Рон считали новые двигатели своей разработкой, англичане — модификациями Юпитера и Титана. Основания были у тех и у этих. Возник конфликт, лицензионный договор был расторгнут, Роботэм и Ниннес вернулись в Британию.

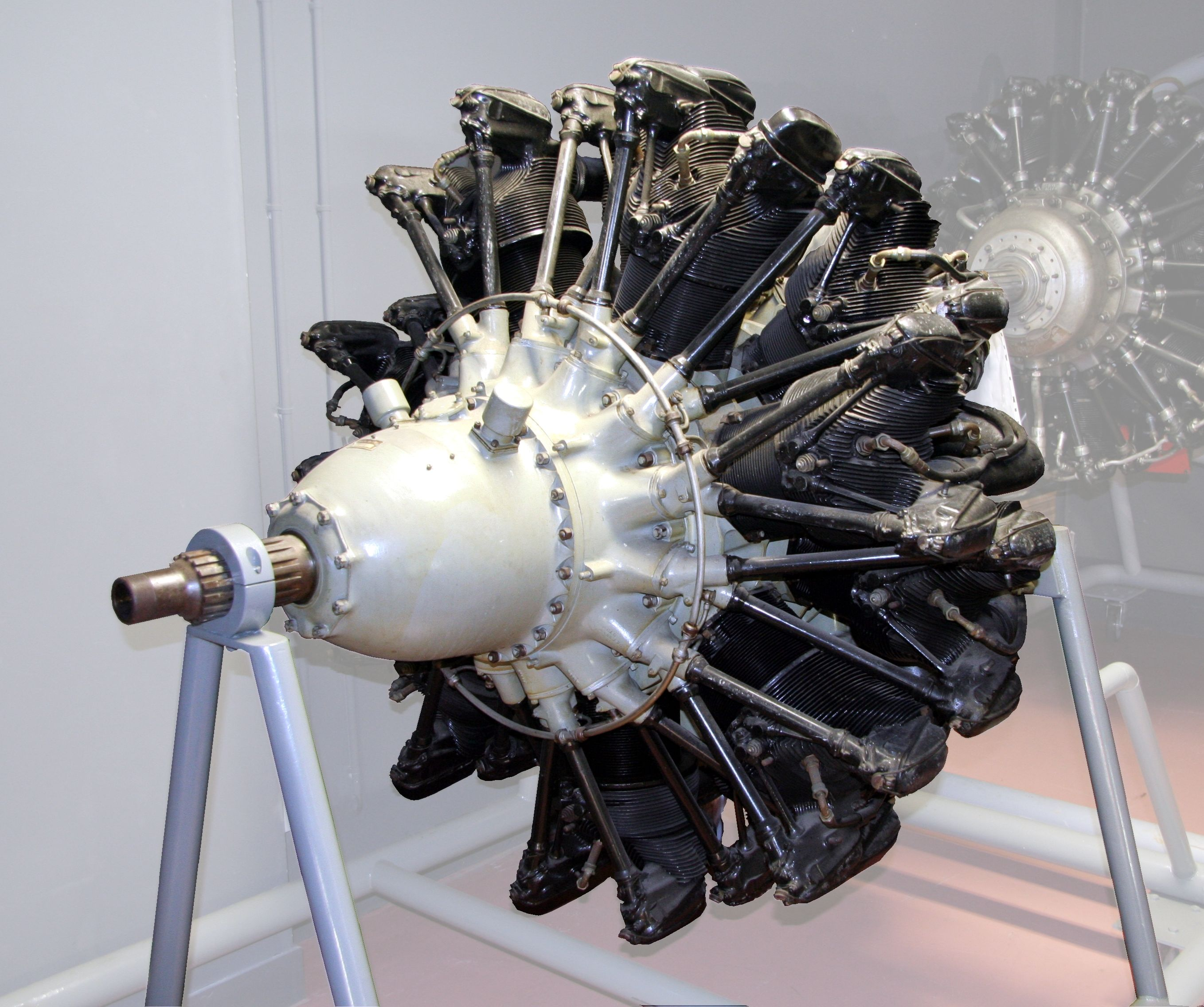
Мистраль Мажор 14N

Как «Юпитер» стал одним из лучших двигателей второй половины 1920-х, так «Мистраль Мажор» стал одним из лучших в середине 1930-х. Он сразу нашёл применение на французских боевых и гражданских самолётах, лицензии на его производство купили: СССР (Завод № 29), Япония (Nakajima, не строился, став основой собственных разработок), Чехословакия (Walter), Югославия (IAMR), Венгрия (Manfred Weiss), Румыния (IAR), Италия (Isotta Fraschini и Piaggio), Британия (Alvis). Следующим двигателем Гном-Рон стал 18-цилиндровый 18L на 1400 л. с., не получивший развития из-за недостаточного весового совершенства. Затем, на замену 9K Мистраль, был создан очень удачный по характеристикам 14M Марс на 700 л. с., являвшийся вдвое уменьшенной копией 14K с половиной его рабочего объёма. Дальнейшим развитием 14K стали 14N, на 1200 л. с. и 14R, в последних сериях — 1578 л. с. В связи с приближением войны лицензии на производство 18L, 14M и 14N продали только фирме Alvis из Британии. 14R был совершенно секретным и лицензии не продавались, 14M ввиду его малой мощности совершенно секретным не считался, поэтому лицензии на его производство купили, в частности, Венгрия (Manfred Weiss), Чехословакия (Walter) и Япония (Nakajima) — последнее, в связи с запретом после Мюнхенских соглашений продажи лицензий на военную технику, вызвало скандал и попытку предъявить обвинения Поль-Луи Вейлеру, но так как сделка была заключена до этих событий, обошлось без последствий.
В 1930 году на заводе в Женвилье было основано производство металлических воздушных винтов. Первые воздушные винты были изготовлены в 1931 году, двухлопастные и трехлопастные, с шагом, регулируемым на земле. С 1936 года изменение шага винта начало осуществляться в полете под управлением пилота, а в 1938 году оно стало происходить автоматически. В 1938 году компания поглотила Société Nationale de Construction de Moteurs, бывший моторный завод Лорен-Дитрих, расположенное в Аржантёй, для сборки и ремонта своих двигателей. В том же году под её контроль перешла Avions Gabriel Voisin из Исси-ле-Мулино, которой был передан ремонт двигателей Юпитер. При этом Габриель Вуазен остался президентом данного подразделения. В 1939 году компания взяла на себя ответственность за государственный завод, строившийся в Арнаже недалеко от Ле-Мана, тем самым положив начало социальной политике, в частности, созданию амбулатории, учебного центра, социального жилья и организации лагеря летнего отдыха. Она стояла у истоков строительства рабочего города, известного как «Город сосен» в Ле-Мане. 25 июня 1939 года новый завод компании открыл Поль-Луи Вейлер.

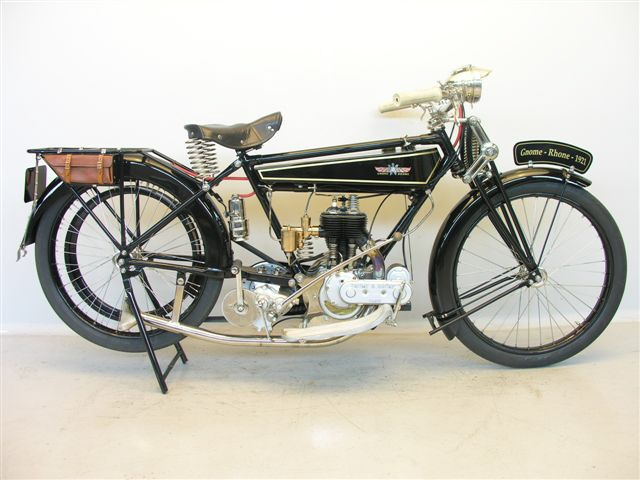
Мотоцикл 500 Тип C, 1923 год

Мотоциклы никогда не были основной продукцией компании, но всегда играли важную вспомогательную роль. Например, благодаря решению о начале их производства в Париже уже в июне 1922 года вновь открылся завод на бульваре Келлермана. Существенную роль в рекламе имени компании играли их победы в разных соревнованиях. Производство началось с лицензионных моделей компании ABC Motors, которые назвали Тип A, и в 1921 году Анри Наас на мотоцикле 500 Тип А выиграл Гран-При Франции, в 1922 году одержал победы в Тур де Франс и гонке Париж-Ницца. В 1921 году инженерами Гном-Рон была разработана своя оригинальная модель Тип B, и в 1923 году Гюстав Бернар победил на мотоцикле 500 Тип B в Тур де Франс и в соревнованиях UMF на выносливость в Мальмезоне, а команда Гном-Рон была объявлена чемпионом Франции. В 1923 году появился Тип C, а в начале 1924 года Тип D, ставший флагманской машиной Гном-Рон на 1920-е годы. С 1923 года выпуск мотоциклов по лицензии ABC Motors был прекращён и в дальнейшем выпускались только свои разработки. Обозначение типов машин могло расшириться до двух букв и к ним, при необходимости, добавлялись цифры. В 1932 году появился Тип CV2, и в 1933 году Насс и Бернар победили на мотоциклах 500 Тип CV2 в гонке Тур де Франс, пройдя 4025 км за 3 дня 22 часа 10 минут, включая все остановки. 20 октября 1934 года Рене Аморт побил мировой рекорд скорости на мотоцикле 500 Тип CV2 с коляской Bernardet, проехав один час со средней скоростью 147,854 км/ч. В 1937 году появился самый мощный, флагманский Тип X, и с 19 июня по 8 июля 1939 года, двенадцать гонщиков, сменяя друг друга за рулём одного мотоцикла 750 Тип X, проехали 50 000 км со средней скоростью 109,38 км/ч. Этот рекорд в XXI веке все ещё принадлежал Гном-Рон.

## Гном-Рон вРоссиииСССР
Двигатели Гном стали первыми серийными авиационными моторами в России. Выпуск Гном Lambda мощностью 80 л. с. был начат на заводе компании в Москве 19 апреля 1913 года. Сперва двигатели собирали полностью из французских комплектующих, затем некоторые детали
стали изготовлять на месте, кое-что начали закупать на других российских предприятиях. Моторов Гном Lambda, которые в России получили название Гном-80, московский завод выпустил 435 штук и прекратил его выпуск к концу 1915 года. В декабре 1915 года военное ведомство заказало московскому заводу изготовление 100 двигателей Рон 9C, получивших в России название Рон-80. В марте 1916 года заводу Гном-Рон в Москве поступил ещё один такой заказ. Рон-80 превосходил Гном-80 как по максимальной мощности (93 вместо 75 л. с.), так и по экономичности: расход бензина 0,27 против 0,35 кг на л. с. в час и расход масле 0,06 против 0,106. Так же, как и в случае Гном-80, производство Рон-80 началось со сборки из французских деталей, но постепенно двигатель стал полностью изготавливаться в Москве. В некотором количестве двигатель продолжали выпускать и после революции, вплоть до полной остановки предприятия в конце 1918 года. 31 декабря 1918 года завод был национализирован и в феврале 1919 года переименован в ГАЗ «Гном и Рон», затем в марте 1920 года — в ГАЗ № 2 «Гном и Рон», а 14 декабря 1922 года — в ГАЗ № 2 «Икар». С лета 1919 года возобновилось производство двигателей Рон 9J, затем Рон 9Jb, лицензии на выпуск которых были куплены ещё царским правительством. Двигатели получили название М-2: М2-110 был копией Рон 9J, М2-120 — копией Рон 9Jb. Моторы М-2 устанавливались на учебный самолёт Н. Н. Поликарпова У-1 (локализация Авро-504) и выпускались до 1927 года, всего их было выпущено около 2000, из них 1014 штук — начиная с 1918 года.

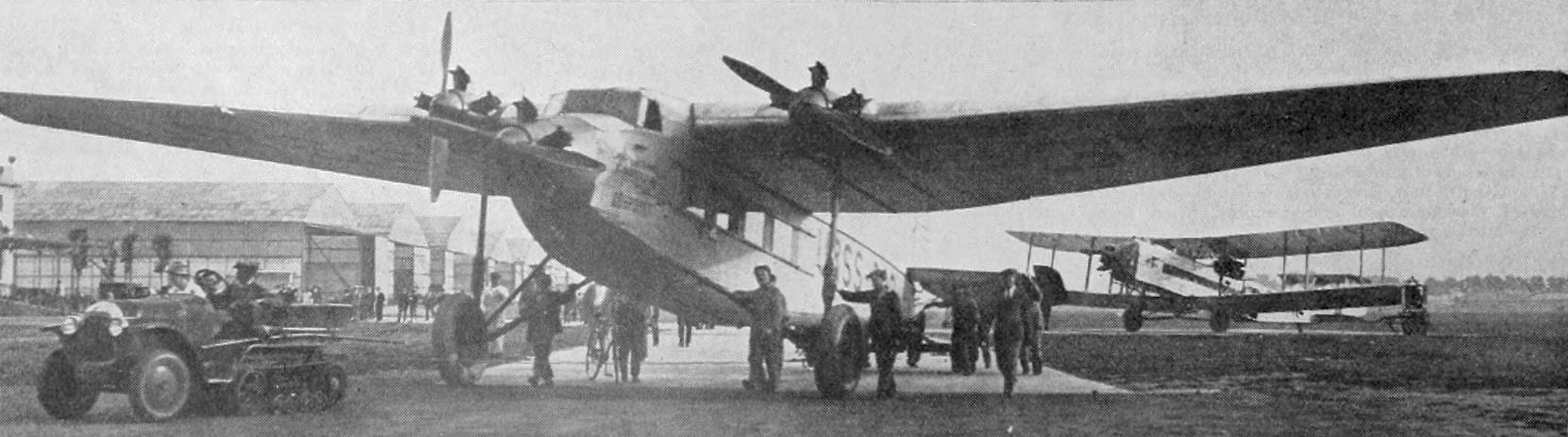
Самолёт АНТ-9 с двигателями Гном-Рон Титан 5B

В 1928 году компанию Гном-Рон посетил в составе делегации из Москвы 36-летний советский инженер Владимир Яковлевич Климов. Целью была закупка двигателей и заключение лицензионного договора на их производство. Переговорами в Париже руководил уполномоченный Наркомата по военным и морским делам Петров, а Климов был председателем приёмочной комиссии. Были заключены договор на поставку 250 двигателей и лицензионный договор, который 23 августа 1928 года подписали председатель правления Авиатреста М. Г. Урываев и Поль-Луи Вейлер, на производство Гном-Рон Юпитер 9Aq (480 л. с.), затем строившийся в СССР под названием М-22. По договору Gnome et Rhоne давал Авиатресту право на производство моторов типа «Юпитер» (Gnome-Rhоne 9А Jupiter), а также его вариантов с редуктором и нагнетателем. Кроме того, инженеры фирмы выполнили перепланировку запорожского завода, рассчитывая на оборудование, заказанное при посредничестве Gnome et Rhоne во Франции, Германии и Англии. За отдельную плату поставлялись штампы, шаблоны, модели для литья, измерительные скобы и калибры. Согласно отдельному пункту двухстороннего договора предусматривалось обоюдное извещение сторон обо всех усовершенствованиях и изменениях в конструкции серийных двигателей. О номенклатуре заказанных двигателей точных данных нет, но можно однозначно заключить, что среди них, кроме Гном-Рон Юпитер 9Aq, были также Гном-Рон Титан 5B — первоначально АНТ-9 А. Н. Туполева был рассчитан на них и именно с ними был построен опытный образец.

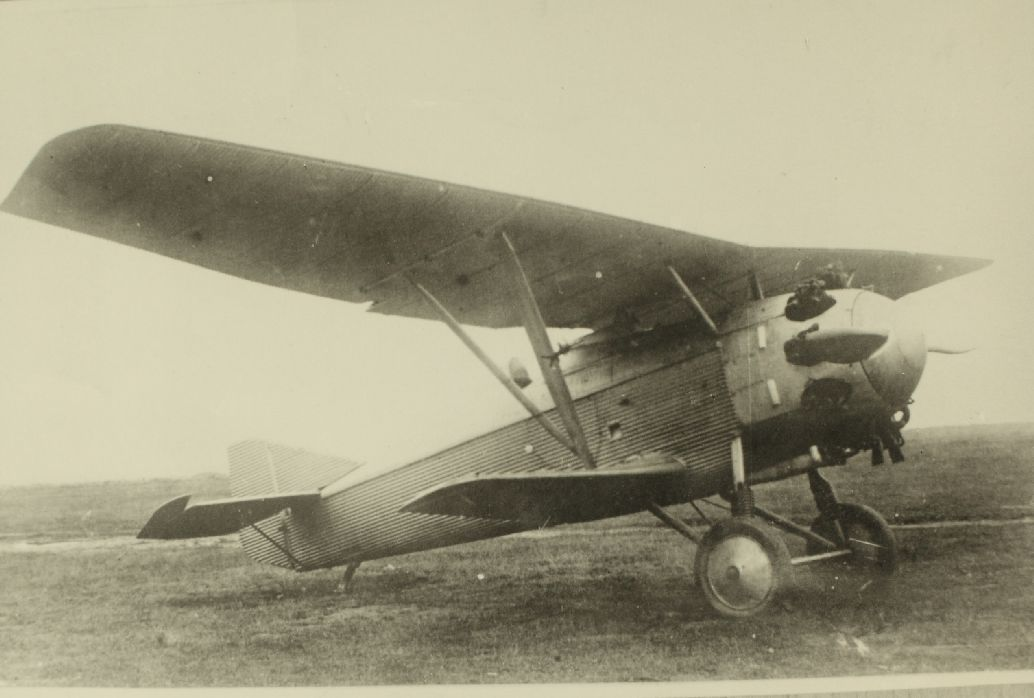
Самолёт И-4 (АНТ-5) с двигателями Гном-Рон Юпитер 9Aq

Но осенью 1929 года в США побывала советская делегация во главе с начальником УВВС П. И. Барановым. Там были проведены, казалось, успешные переговоры с корпорацией «Кертисс-Райт» о лицензионном выпуске в СССР трех типов двигателей воздушного охлаждения в 165, 225 и 320 л. с. Последний из них, Райт J5, предложили использовать на АНТ-9 вместо «Титанов». 28 декабря 1929 года совещание УВВС утвердило решение отказаться от французских моторов и поставить американские на все серийные машины. Фирме «Гном-Рон» послали официальное уведомление о расторжении контракта и заплатили неустойку. Все двигатели Гном-Рон, как Титаны, так и Юпитеры, первоначально предназначались только для КБ Туполева, потому первые машины с этими моторами появились именно там. Начиная с 1926 года Н. Н. Поликарпов пытался получить такие двигатели для своих перспективных разработок, но обстоятельства сперва складывались не в его пользу. Первым к закупленному во Франции Гном-Рону мощностью 480 л. с. (сначала — 420) получил доступ А. Н. Туполев, установивший его на И-4 (АНТ-5) и удерживавший право ориентироваться на этот тип двигателя в течение нескольких лет. Н. Н. Поликарпову в своих работах (И-3, И-7, ДИ-2) пришлось довольствоваться лицензионным BMW-VI, переразмеренным и тяжёлым для установки на истребители.

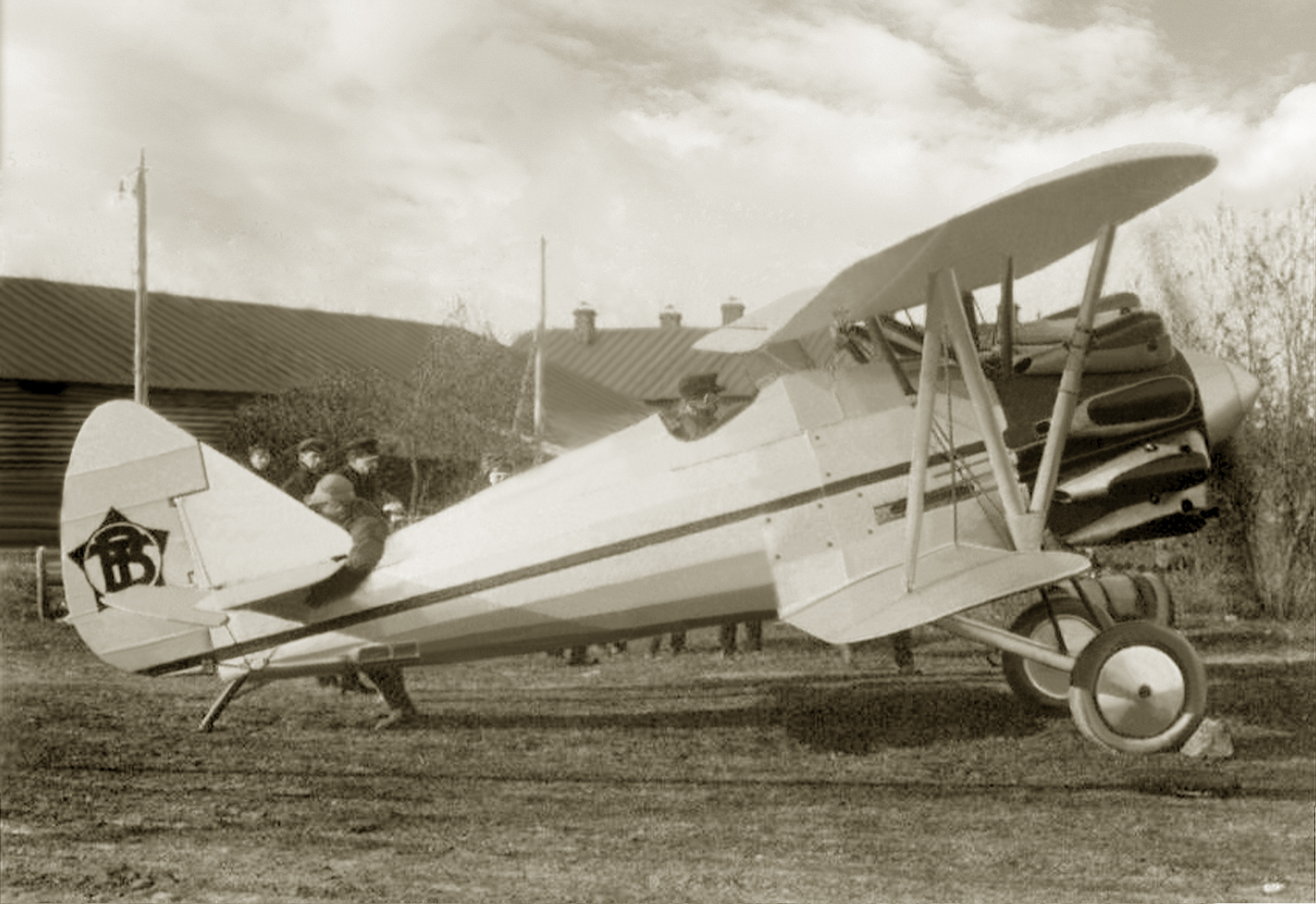
Прототип И-5 с двигателями Гном-Рон Юпитер 9Aq

Позднее Поликарпов также добивается возможности устанавливать на свои машины звездообразные двигатели. Под Гном-Рон «Юпитер» проектировался в 1927 году истребитель И-5 (первый с таким обозначением), в 1929—30 годах построен опытный И-6.
Для ознакомления с конструкцией и технологией производства на фирму «Société des Moteurs Gnome et Rhône» были командированы инженеры и рабочие завода № 29 из Запорожье, которому было поручено изготовление этого мотора. Завод был реконструирован и пополнен станочным парком, необходимым для производства крупной серии мотора Гном-Рон Юпитер 9Aq, получившего у нас обозначение М-22. Серийный выпуск мотора М-22 был значительным событием в отечественном моторостроении. С этим мотором строились серийные истребители: И-4, И-5, И-15 и первая серия истребителей И-16 тип 4, пассажирские самолёты: К-5, Сталь-3, ХАИ-1 и некоторые другие. Этот двигатель по лицензионному соглашению в больших количествах выпускался в Советском Союзе. В то время высокооктановых бензинов ещё не было, да и само понятие октанового числа применялось только в научных трудах. Поэтому, чтобы обеспечить работы этого мотора при высокой для того времени степени сжатия без детонации, в качестве топлива применяли смесь легкого грозненского бензина с бензолом в равных объёмах или сравнительно стойкий к детонации тяжелый бакинский бензин. Эти топлива имели октановое число около 70-74. Смазочное масло — касторовое или импортное «Кастроль-Р» (смесь касторового и минерального масел). Было выпущено более 3500 моторов М-22.

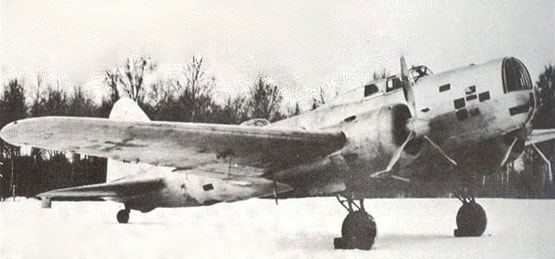
Самолёт ДБ-3 с двигателями М-85

Отправляя В. Я. Климова во вторую французскую командировку, ему предложили «моторный довесок». В середине августа 1933 года начальник ВВС РККА Я. И. Алкснис обратился к комиссару НИИ ВВС Зильберту, предложив добавить в обязанности советской делегации, направлявшейся во Францию, ознакомление с «двухрядной звездой Гнома и Рона». Я. И. Алкснису отчего‑то казалось, что все звездообразные моторы похожи друг на друга, и конструктивное сходство М-22, освоенного в Запорожье, даст возможность легко встроить гном-роновскую «звезду» в моторный ряд отечественного авиапрома. Как результат, 7 июня 1934 года вышло специальное постановление Комитета обороны, которое предписывало В. Я. Климову, Левину и директору завода № 29 Александрову в кратчайшие сроки завершить переговоры с фирмой «Гном-Рон» и добиться предоставления лицензии на оба типа моторов, купив необходимую документацию и образцы двигателей. ГУАП НКТП, не дожидаясь окончания переговоров, в октябре 1933 года уже приняло решение о проектировании новых самолётов под ещё не купленные французские моторы. В сентябре 1933 года советская делегация, отбиравшая образцы двигателей для производства в СССР, была направлена во Францию. Новые двигатели фирмы «Гном-Рон» вызвали большой интерес у советских специалистов. В итоге с фирмой было заключено соглашение о технической помощи в освоении двух двигателей: 9-цилиндрового 9К «Мистраль» и 14-цилиндрового 14К «Мистраль мажор». Первый получил советское обозначение М-75, второй — М-85. Договор предусматривал поставки комплектующих для первых серий двигателей, а также стажировку 15 советских инженеров на заводе «Гном-Рон» во Франции. В 1934 году началась приёмка технической документации и двигателей-образцов. Задача по освоению производства французских двигателей была возложена на завод № 29 в Запорожье. Первые моторы были выпущены в июле 1935 года. Государственные стендовые испытания были успешно завершены в 1936 году. В дальнейшем двигатель устанавливался на дальние бомбардировщики конструкции Ильюшина ДБ-3. На основе М-85 мощностью 760 л. с. советскими конструкторами были созданы более мощные двигатели М-86, М-87, М-88 и М-89, которые устанавливались на самолёты Ил-4 конструкции Ильюшина и Су-2 конструкции Сухого. Однорядный 9-цилиндровый двигатель М-75 серийно не выпускался, так как ещё 22 апреля 1933 года был заключен договор с американской компанией Кертисс-Райт о лицензии на выпуск однорядного 9-цилиндрового двигателя Райт-Циклон R-1820 и технической помощи по освоению его производства, и этот двигатель под названием М-25 с 1934 года уже строил завод №19 в Перми. Всего с 1935 по 1945 годы на основании лицензий Гном-Рон в СССР было выпущено 35 000 двигателей.

## Вторая мировая война
В начале войны Поль-Луи Вейлер отправился в Марокко, чтобы изучить возможность создания там завода для сохранения ресурсов и производства. После поражения Франции и заключения перемирия с нацистской Германией он ушел в подполье, в октябре 1940 года был арестован и лишен французского гражданства. Потом в 1942 году бежал из-под ареста, присоединился к Свободной Франции, получил паспорт Свободной Франции № 1 и уехал в Канаду, где отвечал за организацию обучения канадских лётчиков перед высадкой в Нормандии.
Во время оккупации компания стала называться Konzern Gnome & Rhône и ей надлежало производить двигатели BMW-801. После начала оккупации ей был передан в управление авиаремонтный завод ВВС «Арсенал» в Лиможе. В среднем за 50 месяцев оккупации концерн производил 159 моторов в месяц, до войны в месяц их выпускали 600. После освобождения один завод на бульваре Келлермана с августа 1944 года до начала 1945 года отремонтировал 600 дизельных двигателей GMC, 1000 мотоциклов и 5300 двигателей для танков Шерман, заслужив благодарность от Армии США. Открытого саботажа и диверсий не было, но усилиями Луи Вердье, сменившего Вейлера, снижение производительности сопровождалось ростом численности работающих в компании: от 10 000 в 1940 году до 20 000 в 1944 году, заводы компании стали убежищем от трудовой повинности (фр. Le service du travail obligatoire) в нацистской Германии. При этом запасные части для двигателей поставлялись авиации Свободной Франции в Северную Африку, новые мотоциклы попадали во Французское Сопротивление, а на «Арсенале» в Лиможе втайне продолжалась конструкторская работа над двигателями 14R и 18R. Снижению производства способствовали и английские лётчики: завод в Арнаже был подвергнут бомбардировке 4 июля 1943 года, «Арсенал» в Лиможе 9 февраля 1944 года был разрушен на три четверти, а завод в Женвилье был атакован сперва в 1942 году, затем 10 мая 1944 года почти полностью уничтожен. После высадки в Нормандии сами оккупанты стали вывозить в нацистскую Германию оборудование заводов компании.

Самолёты II Мировой войны с двигателями Гном-Рон и их производными
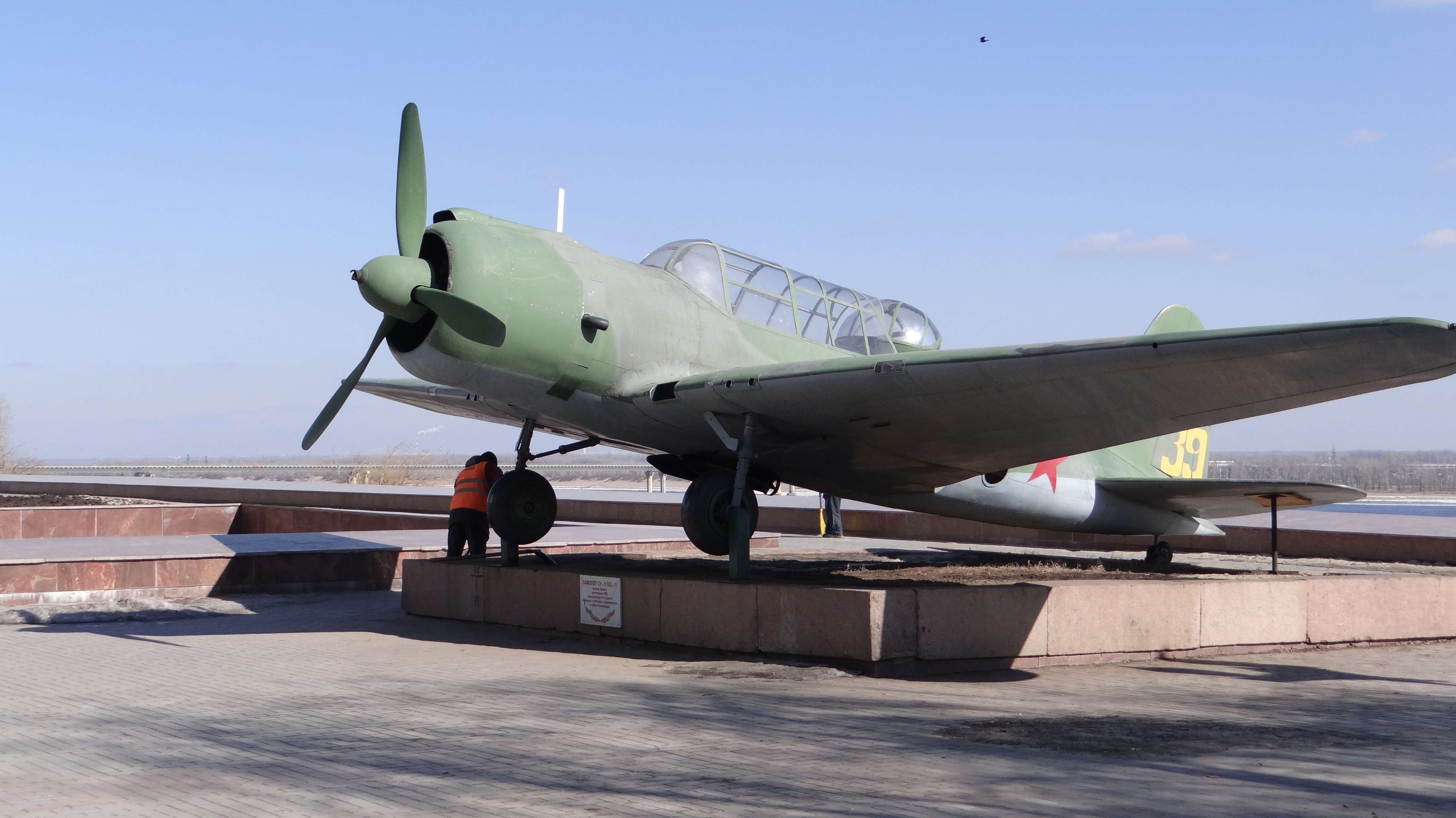
Сухой Су-2 (ББ-1), М-87Б, СССР
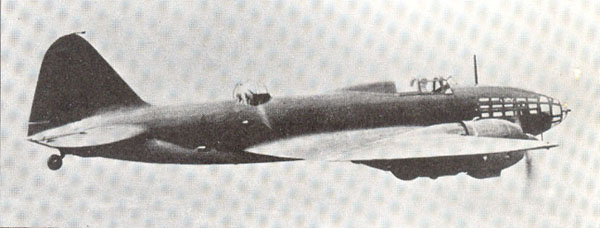
Ильюшин Ил-4 (ДБ-3Ф), М-88Б, СССР
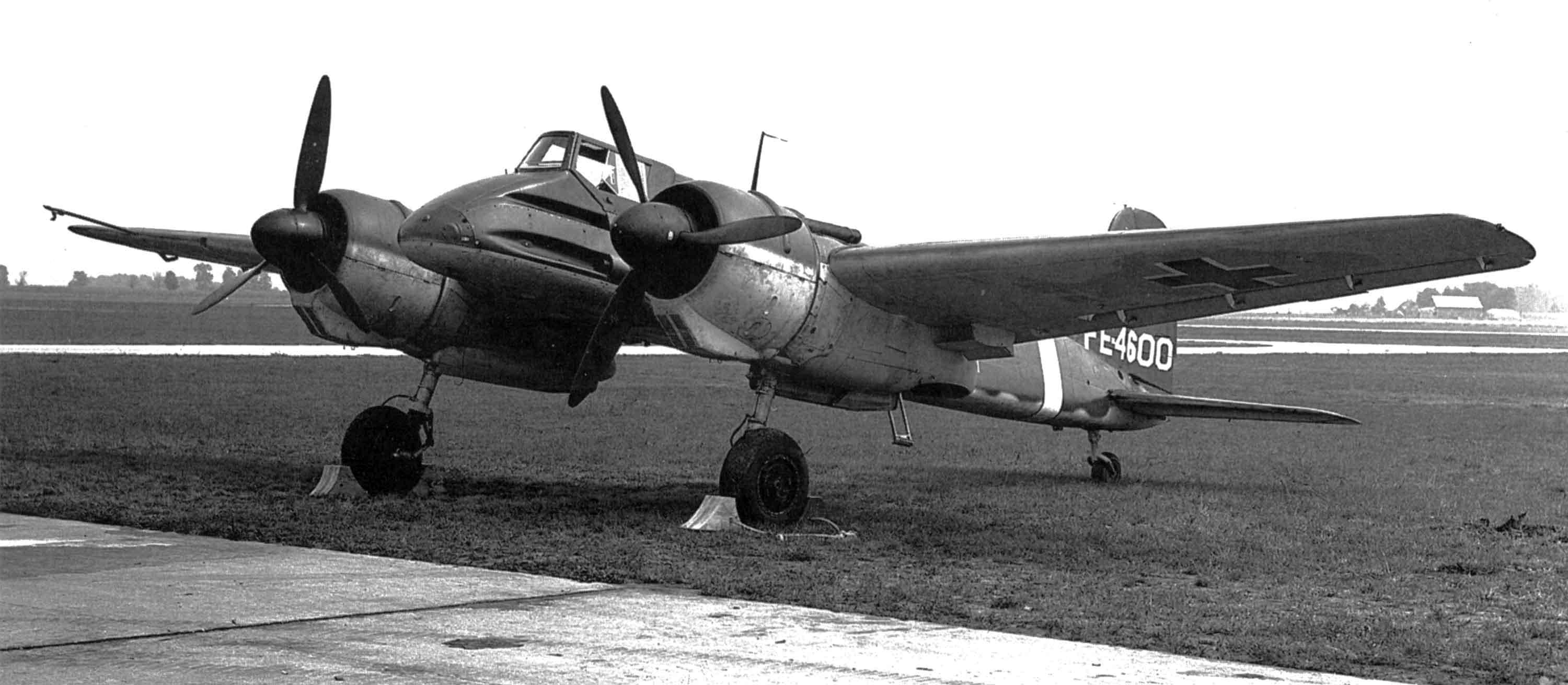
Henschel Hs 129B, Gnôme et Rhône 14M, Германия
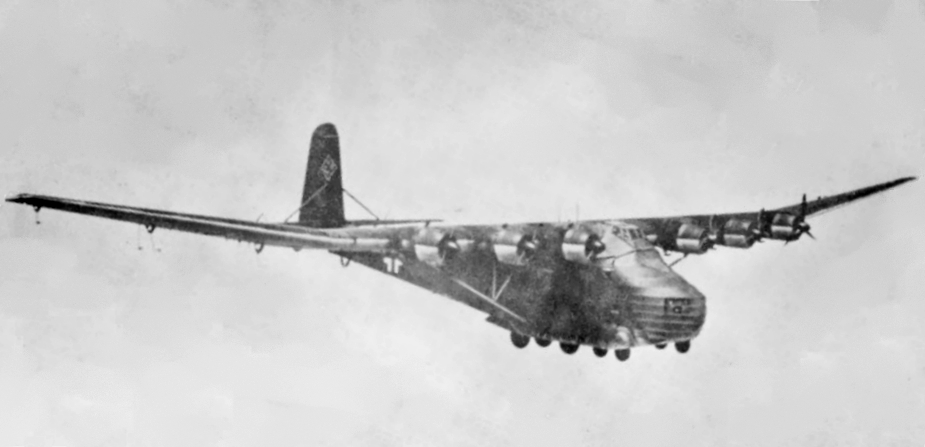
Messerschmitt Me 323,  Gnôme et Rhône 14N, 14R; Германия

В отличие от СССР, где усовершенствованные советскими конструкторами двигатели на базе 14K строились массово для дальней бомбардировочной авиации и являлись основой для ряда новых опытных образцов, в частности для И-180 и И-190, у остальных главных воюющих сторон такие моторы массового применения не нашли. У США, Британии, Японии, да и у нацистской Германии в войну массово строились вполне удачные двигатели собственной оригинальной разработки. Некоторое применение у нацистской Германии нашло содержимое складов ВВС Франции, которое им не понадобилось ввиду быстро наступившей капитуляции. Самым массовым в применении трофейных французских двигателей 14M был двухмоторный штурмовик Henschel Hs 129, которых было выпущено более 800. Этот двигатель также использовался на переделанном из десантного планера двухмоторном Gotha Go 244, наряду с трофейным советским М-25, к которому, в отличие от 14M, было практически невозможно найти запчасти. Двигатели 14N и 14R использовал 6-моторный, также переделанный из грузового планера, Messerschmitt Me 323, которых было выпущено около 200. Таким, благодаря капитуляции Франции, оказалось более-менее заметное применение оригинальных двигателей Гном-Рон во Второй мировой войне.
25 августа 1944 года 2-я танковая дивизия Свободной Франции генерала Леклерка и 4-я пехотная дивизия армии США штурмом взяли Париж, а ещё 3 июня 1944 года было сформировано Временное правительство Францмм генерала Де Голля и 26 июня им было принято Постановление о создании ведомственных судов для рассмотрения фактов, «раскрывающих намерение оказать поддержку предприятиям врага». После прихода к власти, 28 октября было принято Постановление об «экономическом очищении» (фр. l'épuration économique) и было начато рассмотрение дел компаний, сотрудничавших с нацистами. Ещё до этого был арестован, затем 24 октября до суда умер в тюрьме Луи Рено, плодотворнее всех сотрудничавший с нацистской Германией, дважды встречавшийся с Гитлером и активно поддерживавший фашистские партии во Франции. 16 января 1945 года были полностью, на 100 %, национализированы все заводы и подразделения компании «Рено». Затем рассмотрели дело компании Гном-Рон. Её руководство большого рвения в коллаборационизме не проявляло, однако военную продукцию для врага заводы компании выпускали, поэтому 9 апреля также было принято решение о национализации Гном-Рон. При этом национализация была неполной — государство взяло её под своё управление, изъяв у акционеров контрольный пакет акций компании. 29 мая 1945 года компания была переименована в «Национальное общество по изучению и конструированию авиационных двигателей» (фр. Société nationale d'étude et de construction de moteurs d'aviation, SNECMA).